# Zacosmia maculata
Zacosmia maculata là một loài Hymenoptera trong họ Apidae. Loài này được Cresson mô tả khoa học năm 1879.

## Hình ảnh

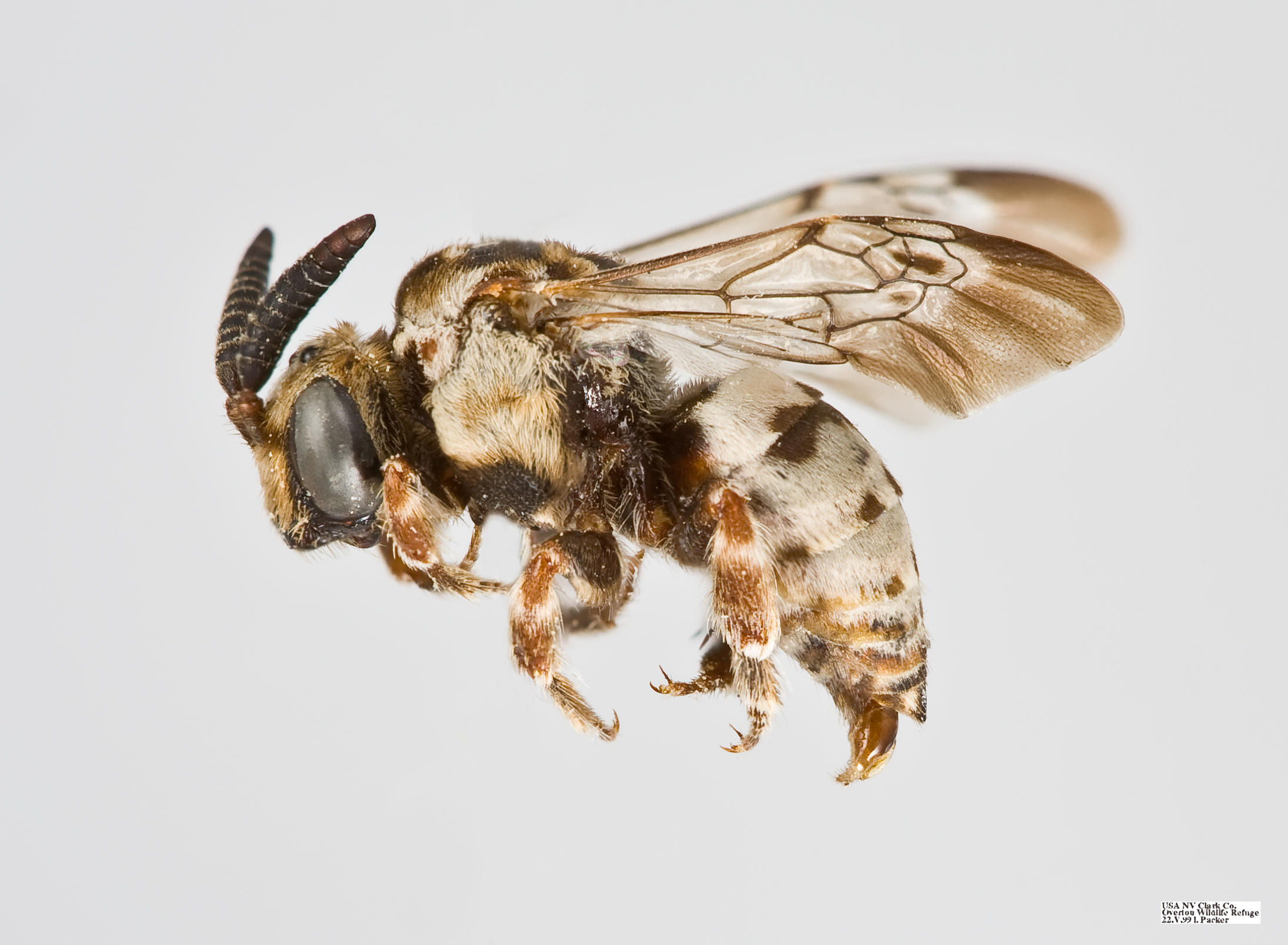